# Juan Miranda González
Juan Miranda González (Olivares, província de Sevilla, 19 de gener de 2000) és un futbolista professional andalús que juga com a lateral esquerre pel Bologna Football Club.

## Carrera de club
Miranda va ingressar al planter del FC Barcelona el juny de 2014, procedent del Reial Betis.
Va formar part de l'equip que va guanyar la segona Lliga Juvenil de la UEFA pel Barça, la temporada 2017-18, jugant com a titular la final contra el Chelsea FC.
Després de progressar a través dels equips del planter, va debutar com a sènior el 19 d'agost de 2017, jugant com a titular en una victòria per 2–1 a fora contra el Reial Valladolid en un partit de Segona Divisió.
Va marcar el seu primer gol com a sènior el 27 de gener de 2018, el segon del partit en una victòria per 3–0 a casa contra el Granada CF. L'11 de desembre, va debutar a la Lliga de Campions de la UEFA amb el primer equip, en un empat 1–1 contra el Tottenham Hotspur FC.
El 6 de març de 2019 va ser titular amb el primer equip del Barça en la final de la Supercopa de Catalunya.

### Cessió al Schalke 04
El 30 d'agost de 2019, Miranda fou cedit al FC Schalke 04 de la Bundesliga per dos anys. El 15 de desembre de 2019, va debutar a la Bundesliga en una victòria per 1–0 a casa contra l'Eintracht Frankfurt en què va entrar al camp per substituir el lesionat Weston McKennie al minut 13. L'1 de juliol de 2020, va retornar a Barcelona abans que s'acabés el seu contracte.

### Cessió al Betis
El 5 d'octubre de 2020, Miranda fou cedit al Reial Betis de La Liga per la temporada 2020–21.

### Reial Betis
L'1 de juny de 2021, El FC Barcelona va anunciar que no activaria la clàusula del contracte de Miranda per ampliar el seu contracte automàticament fins al 2023, de manera que es quedava al Betis permanentment després de la finalització de la seva cessió. El Barça es reservà el 40% dels drets d'una futura venda, així com un dret de tempteig per a la seva reincorporació.

## Palmarès
FC Barcelona juvenil
- 1 Lliga Juvenil de la UEFA: 2017–18[14]

FC Barcelona
- 1 Supercopa d'Espanya: 2018

Real Betis
- 1 Copa del Rei: 2021-22

Selecció espanyola
- 1 Medalla d'or en els Jocs Olímpics: 2024[15]
- 1 Medalla d'argent en els Jocs Olímpics: 2020
- 1 Jocs Mediterranis: 2018
- 1 Campionat d'Europa sub-19: 2019
- 1 Campionat d'Europa sub-17: 2017